# Clan Douglas

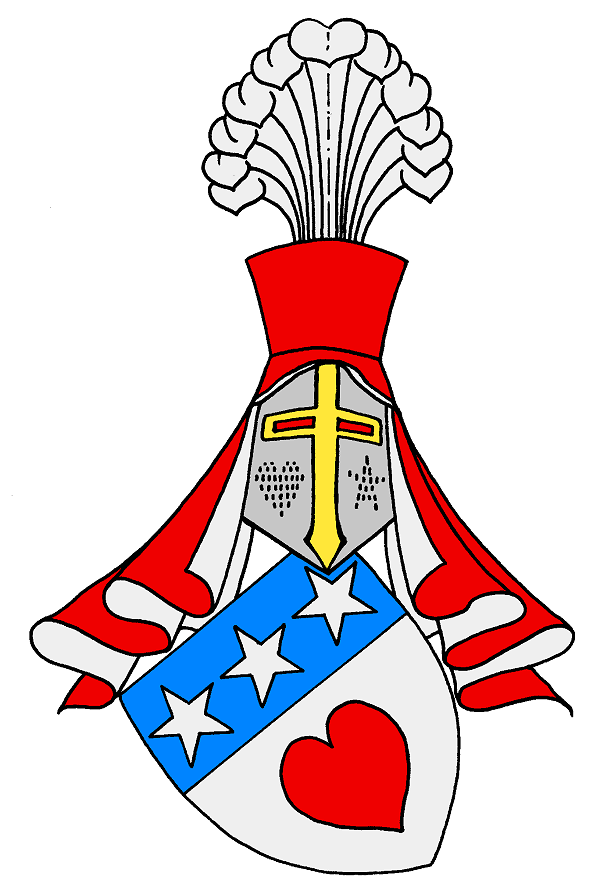
Stammwappen der Douglas ab 1330

Die Douglas (gälisch dubh glass „dunkler Bach“) sind ein seit dem 12. Jahrhundert bekannter schottischer Clan aus den Scottish Lowlands. Einzelnen Zweigen des Clans wurden im Lauf der Jahrhunderte zahlreiche schottische und britische Peerstitel verliehen.
Während des 14. und 15. Jahrhunderts spielte die Linie der „Schwarzen Douglas“ (unter der Führung des Earl of Douglas) eine herausragende Rolle in der schottischen Geschichte und rivalisierte mit dem durch zahlreiche Eheschließungen verwandten Königshaus um die Macht, während im 16. und 17. Jahrhundert die „Roten Douglas“ (angeführt vom jeweiligen Earl of Angus) diese Rolle übernahmen. Von der Angus-Linie stammt der Zweig Douglas-Hamilton ab, der zahlreiche Adelstitel erhielt, darunter seit 1660 bis heute den Herzogstitel Duke of Hamilton. Es bestehen noch weitere Zweige wie die der Earls of Morton sowie Zweige in Schweden und Deutschland.

## Geschichte

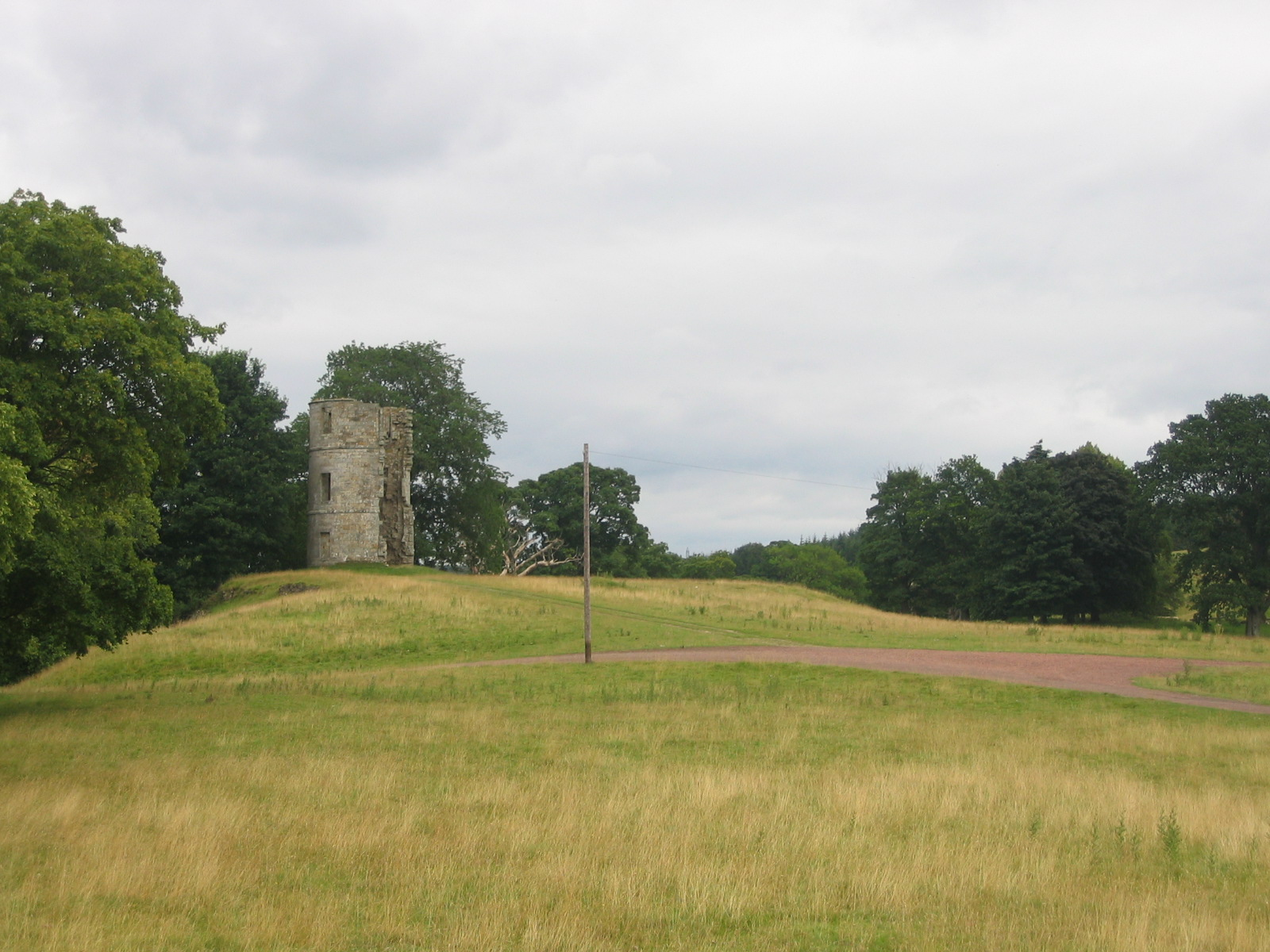
Ruine von Douglas Castle
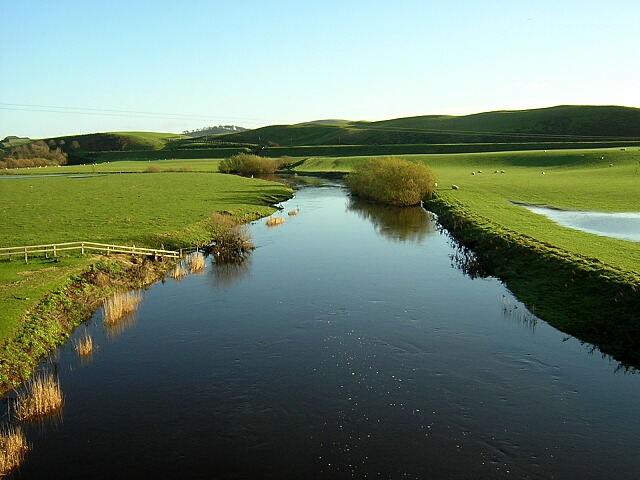
Douglas Water, gälisch dubh glass, der „dunkle Bach“, South Lanarkshire

Die Douglas sind ein alter schottischer Clan aus den Central Lowlands, der sich nach dem Ort Douglas in South Lanarkshire benannte, wo die Ruine des Stammsitzes Douglas Castle steht. Der Ort wiederum hat seinen Namen vom Bach Douglas Water (gälisch: dubh glass, alt-gälisch: dub glais, dunkler Bach). Von dort verbreitete sich der Clan und erwarb ausgedehnte Ländereien in den Scottish Borders, Angus, Lothian, Moray sowie in Frankreich. Im Spätmittelalter waren die Douglas die bedeutendste Familie der Lowlands; oft übten Mitglieder des Clans die eigentliche Macht hinter dem Thron der Stuart-Könige aus.

### Ursprünge
Die Abstammung von einem mythischen Sholto Douglas, der für einen ebenso mythischen schottischen König Solvathius um das Jahr 767 eine Schlacht gegen einen Thronrivalen gewonnen haben soll, ist urkundlich nicht belegt. Stammvater war wahrscheinlich Theobaldus Flammatius (Theobald der Flemming, d. h. der Flame), der 1147 Grundbesitz am Douglas Water in Lanarkshire vom Abt von Kelso zu Lehen erhielt. Im 12. Jahrhundert waren einige flämische und normannische Adlige der Einladung des schottischen Königs gefolgt, sich in Schottland niederzulassen. Erstmals erscheint ein William of Douglas (möglicherweise ein Sohn des genannten Theobald) Ende des 12. Jahrhunderts als Zeuge in einer Schenkungsurkunde des Bischofs Joscelin von Glasgow zugunsten der Mönche von Kelso. Die Leitnamen der folgenden Generationen, Arkenbald und Freskin, weisen auf eine Verwandtschaft zum Clan Murray hin, der auch ein ähnliches Wappen (mit drei Sternen) führt. Sohn des William war Archibald of Douglas (vor 1198–1238), dessen Sohn war William Longleg (Langbein) of Douglas (um 1220–um 1274) und dessen Sohn William the Hardy („der Kühne“) of Douglas (nach 1243–um 1298).
Hardys Sohn wiederum war der Schwarze Douglas, James Douglas, Laird of Douglas, auf den das Herz im Wappen der Familie zurückgeht. Unter den ursprünglichen drei Sternen kam ein rotes Herz hinzu, da James versprochen hatte, das einbalsamierte Herz des Schottenkönigs Robert the Bruce zur Sühne für eine Mordtat ins Heilige Land zu bringen, doch er kam nur bis Spanien und fiel dort im Kampf gegen die Mauren. Seine Nachfahren durften das Herz in ihr Wappen aufnehmen. Die Episode ist in der Ballade Das Herz von Douglas von Moritz Graf von Strachwitz verewigt.

Ursprüngliches Wappen des Clan Moray
Ursprüngliches Wappen des Clan Douglas
Wappen des Clan Douglas nach 1330, mit dem „Herzen von Douglas“

Ein weiterer Sohn Archibalds I. war Andrew Douglas of Hermiston († 1277), Stammvater der Lairds of Dalkeith und Earls of Morton sowie der Douglas of Mains.
Die Lairds of Douglas teilten sich später in zwei Linien auf, in eine „Schwarze“ unter der Führung der Earls of Douglas und in eine „Rote“, die von den Earls of Angus angeführt wurde.

### Die schwarze Linie
James Douglas, der „Schwarze“, nahm für König Robert the Bruce erfolgreich an vielen Schlachten teil, es sollen, laut der Legende, an die 70 gewesen sein. Nach der Schlacht von Bannockburn im Jahre 1314 erhielt er vom König zahlreiche Ländereien und setzte damit den Grundstock für das lange Fortbestehen seiner Familie.

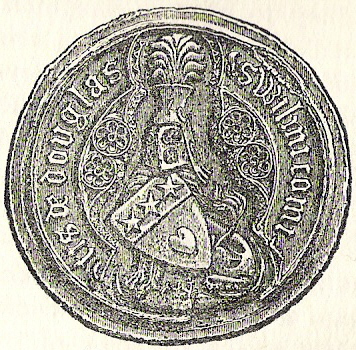
Siegel des William Douglas, 1. Earl of Douglas mit der Darstellung des Herzens von König Robert Bruce

Nach seinem Tod auf dem Kreuzzug in Spanien erbte sein Neffe William Douglas den Familienbesitz und erhielt zusätzlich 1358 den Titel eines Earl of Douglas vom neuen König David II. Williams Sohn James Douglas, 2. Earl of Douglas, fiel 1388 im Kampf gegen die Engländer. Er hinterließ zwei Bastardsöhne: William Douglas, Lord of Drumlanrig (von dem die spätere Linie der Earls, Marquesses und Dukes of Queensberry abstammt) sowie Archibald Douglas (Stammvater der Linie Douglas of Cavers). Der Titel des Earl of Douglas ging hingegen auf einen Cousin seines Vaters über, Archibald Douglas, 3. Earl of Douglas, seinerseits ein Bastardsohn des „Schwarzen Douglas“. Archibalds Macht übertraf später die des gelähmten Königs Robert III.; er führte 1390 den Friedensvertrag mit England herbei. Sein Sohn, Archibald Douglas, 4. Earl of Douglas, der eine von drei Töchtern Roberts III. geheiratet hatte (die beiden anderen wurden ebenfalls mit Douglas-Männern vermählt) kämpfte in Frankreich im Hundertjährigen Krieg gegen die Engländer und wurde dort 1424 zum Herzog von Touraine erhoben. Er fiel 1424 in der Schlacht von Verneuil. Dessen Sohn Archibald Douglas, 5. Earl of Douglas war von 1437 bis zu seinem Tod 1439 Regent von Schottland für den unmündigen Jakob II. Seine beiden Söhne, William Douglas, 6. Earl of Douglas und David, wurden – als Jugendliche – Opfer einer Hofintrige, die dazu führte, dass man sie 1440 beim sogenannten „Black Dinner“ auf Edinburgh Castle enthauptete.
Ihnen folgte ihr Großonkel James the Gross, Earl of Avondale als 7. Earl of Douglas. Er war mit Beatrice Stuart, einer Cousine des 1437 verstorbenen Königs Jakob I. verheiratet. Dessen Sohn Jakob II. versuchte aber, die Vormachtstellung der Familie Douglas zu brechen und sich deren Ländereien anzueignen, was Schottland in einen Bürgerkrieg stürzte. 1452 wurde James Douglas’ Sohn William Douglas, 8. Earl of Douglas bei Stirling von König Jakob II. höchstpersönlich erstochen. Da William sich gegen die sozialen Reformpläne des Königs gestellt hatte, bezichtigte dieser die Familie Douglas des Verrats und nahm dies zum Anlass, all ihre Güter und Besitzungen zu konfiszieren. Williams Bruder James Douglas, 9. Earl of Douglas, führte daraufhin einen bewaffneten Aufstand durch, wurde aber 1455 in der Schlacht von Arkinholm besiegt und floh – all seiner Besitzungen beraubt – nach England, von wo aus er 1484 an einem Invasionsversuch in Schottland teilnahm, bei dem er jedoch gefangen genommen wurde; er starb 1491 in Haft. Mit James erloschen die Earls of Douglas und die schwarze Linie der Familie. Große Teile seines Besitzes waren durch den schottischen König an die Mitglieder der roten Linie des Clans Douglas übereignet worden.

### Die rote Linie

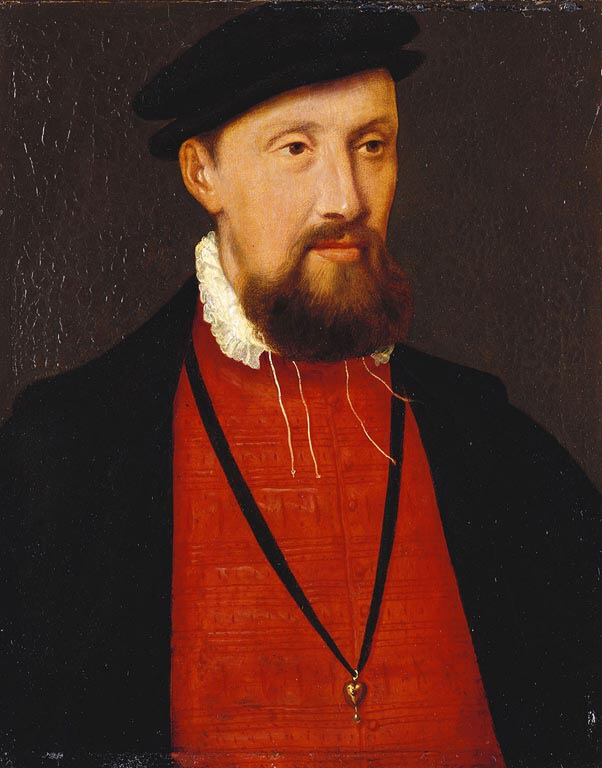
Archibald Douglas, 6. Earl of Angus (1490–1557), Gemahl der Margaret Tudor, Witwe König Jakobs IV. von Schottland, Vormund Jakobs V.

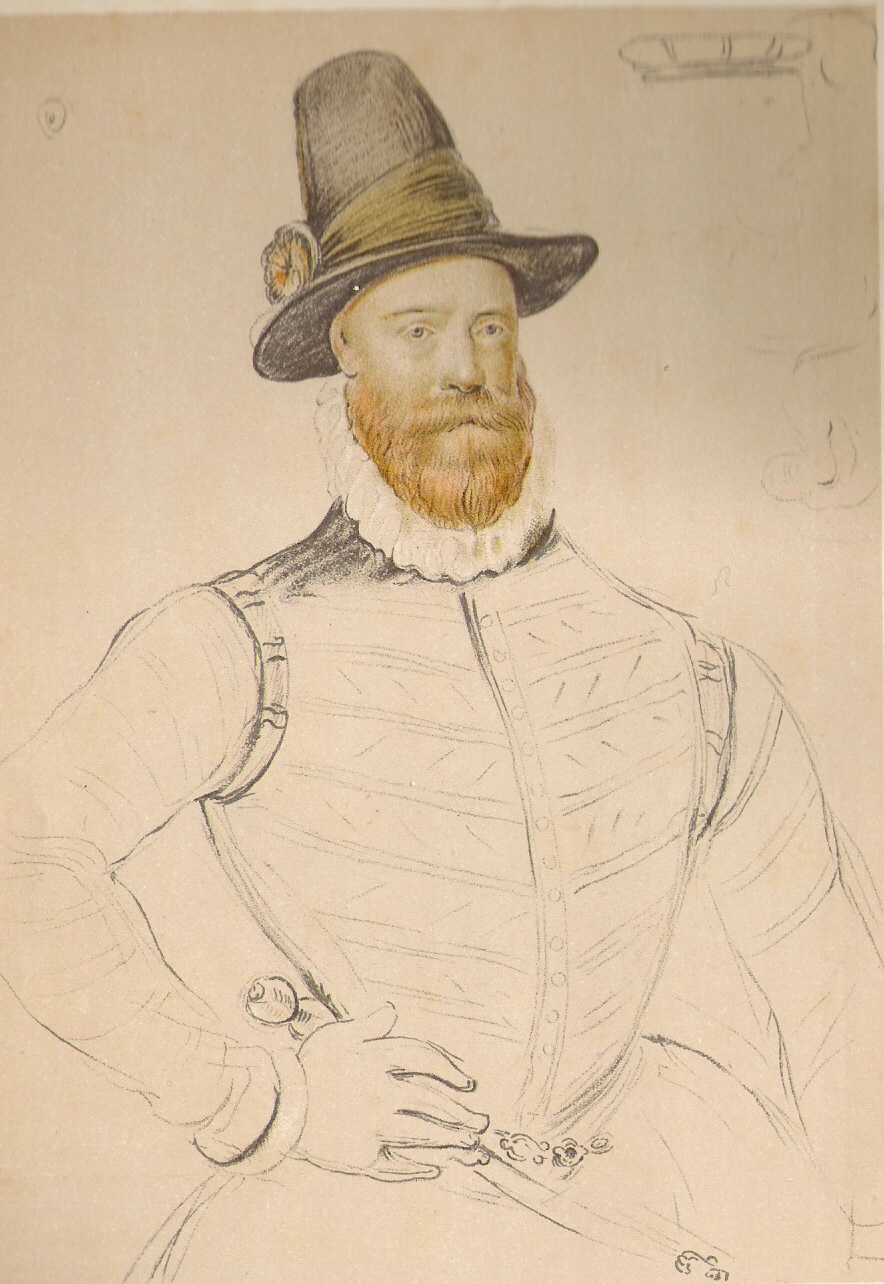
James Douglas, 4. Earl of Morton, Regent von Schottland 1572–1578

Der Begründer der „Roten Douglas“ war George Douglas, 1. Earl of Angus, ein unehelicher Sohn von William, 1. Earl of Douglas. Er heiratete 1397 Mary, die Tochter von König Robert III., und erhielt daraufhin den Titel eines Earl of Angus. Die folgenden Generationen sind von geringerem Interesse und stehen im Schatten der mächtigen „Schwarzen Douglas“. Aus diesem trat erst Archibald Douglas, 6. Earl of Angus, hervor, der 1509 Margaret Tudor heiratete, die Witwe von König Jakob IV. von Schottland und Schwester von König Heinrich VIII. von England. Bald kam es zu Turbulenzen zwischen den Eheleuten und zu Kämpfen um die Vormundschaft für den unmündigen Jakob V., während derer der 6. Earl of Angus zeitweilig die Regentschaft errang und den jungen König gefangen setzte, um seine eigene Macht zu sichern. Mit der Erziehung beauftragte er seinen Onkel Archibald Douglas of Kilspindie (1475–1536). Auf letzteren Archibald bezieht sich Theodor Fontanes Ballade Archibald Douglas.
Aus der Ehe des 6. Earl of Angus und Margaret Tudors ging Lady Margaret Douglas hervor, die den schottischen Adeligen Matthew Stuart, Earl of Lennox und damit einen Spross aus dem schottischen Königshaus der Stuarts heiratete. Ihr gemeinsamer Sohn Henry Stewart, Lord Darnley, heiratete später die Königin Maria Stuart, seine Cousine ersten Grades, und vereinigte so die Thronansprüche der Stuarts auf den englischen Thron. In ihr tragisches Schicksal war ein weiterer Douglas verwickelt, James Douglas, 4. Earl of Morton, ein Neffe des 6. Earl of Angus. 1566 ermordete er, zusammen mit seinem Großcousin Darnley und einigen anderen Adligen, Marias Günstling Rizzio, im folgenden Jahr Darnley selbst, zusammen mit Bothwell; nach dessen Heirat mit Maria zwang er Letztere zur Abdankung, woraufhin sie nach England floh, wo sie später geköpft wurde. Für den unmündigen Sohn von Maria und Darnley, König Jakob VI., der als Jakob I. ab 1603 auch England regieren sollte, führte „Regent Morton“ von 1572 bis 1578 die Regierungsgeschäfte von Schottland und hielt sein Mündel wie einen Gefangenen. 1581 wurde er wegen des Mordes an Darnley hingerichtet.
Der nächste erwähnenswerte „Rote Douglas“ war William Douglas, 11. Earl of Angus, der 1603 zum Marquess of Douglas erhoben und dessen Urenkel Archibald Douglas 1703 zum Duke of Douglas ernannt wurde. Der Herzogstitel erlosch mit diesem aber gleich wieder. Die Titel Marquess of Douglas und Earl of Angus gingen damit auf einen jüngeren Zweig der roten Douglas-Linie, die Familie Douglas-Hamilton, Dukes of Hamilton, über, die Ländereien aber fielen in weiblicher Erbfolge an die Familie Home, Earls of Home, die sich seither Douglas-Home nennen. Die Hauptlinie der „Roten Douglas“ ist mit dem Tod des Duke of Douglas 1703 erloschen.

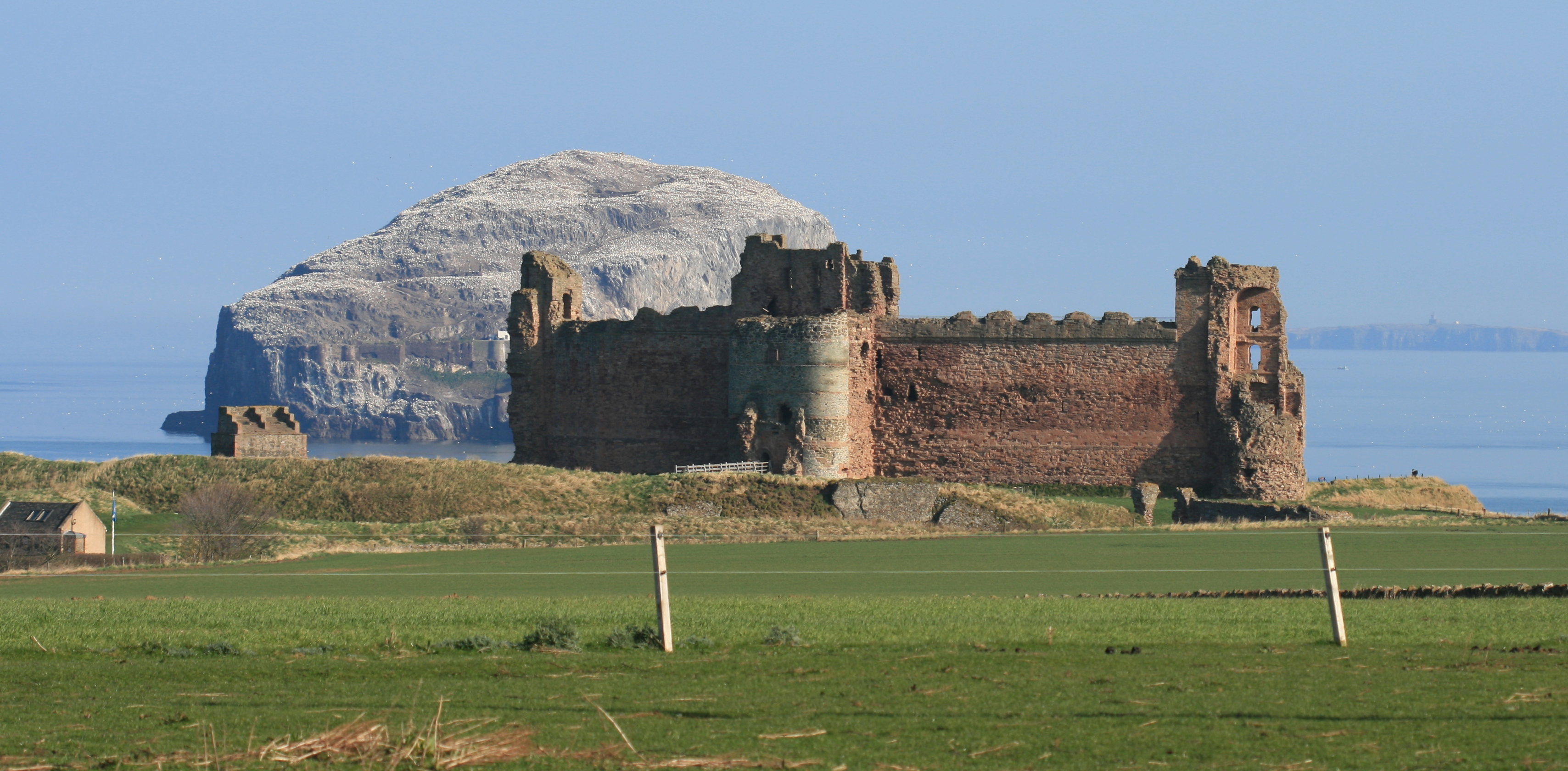
Tantallon Castle, erbaut vom ersten Earl of Douglas, von den „Roten Douglas“ gehalten von 1389 bis 1699
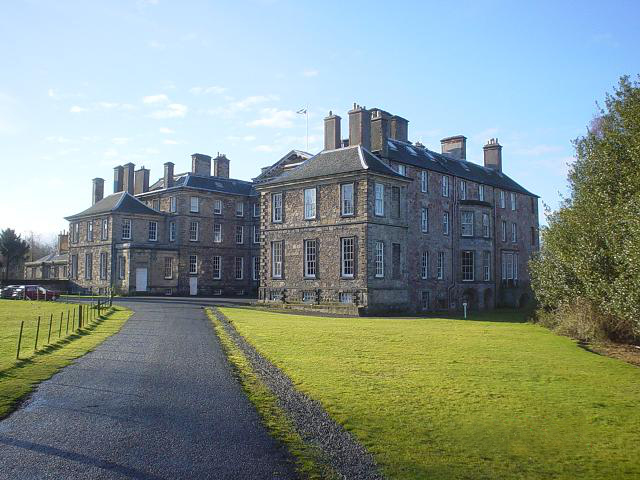
Dalkeith Palace, ab 1574 vom Regenten Morton erweitert.

#### Douglas-Hamilton
William Douglas, 1. Earl of Selkirk, ein jüngerer Sohn von William Douglas, 1. Marquess of Douglas, 11. Earl of Angus, heiratete 1656 Anne Hamilton, 3. Duchess of Hamilton, und nahm 1660 den Namen Douglas-Hamilton an. Er erhielt den persönlichen Duketitel, während der erbliche seiner Frau sich bei seinen Nachfahren bis heute weitervererbte. William diente den letzten Stuart-Königen als High Commissioner und High Admiral von Schottland und erblicher Verwalter von Holyrood Palace in Edinburgh, wo die Douglas-Hamiltons dann bis Mitte des 19. Jahrhunderts einen Teil des Palasts bewohnten. Sein Sohn James Douglas-Hamilton, 4. Duke of Hamilton, wurde 1711 in der Peerage of Great Britain auch zum Duke of Brandon. Zum House of Lords wurde er aber trotz seines englischen Titels nicht zugelassen, da er zu den Hauptstützen der Partei der Stuarts in Schottland (Jakobiten) gehörte; die Zulassung erfolgte erst für den 10. Duke 1806. Die Dukedoms Hamilton und Brandon sind seither vereinigt. Der 7. Duke beerbte 1761 die ausgestorbene „rote“ Hauptlinie als 4. Marquess of Douglas, 14. Earl of Angus und 4. Lord Abernerthy and Jedburgh Forest. Heutiges Familienoberhaupt ist Alexander Douglas-Hamilton, 16. Duke of Hamilton.
Familiensitz der Dukes war bis 1919 Hamilton Palace in South Lanarkshire und ist heute Lennoxlove House in East Lothian. Der Duke of Hamilton hat traditionell die Aufgabe, bei der Eröffnung des Schottischen Parlaments zu Beginn jeder Legislaturperiode die schottische Königskrone dem Monarchen vorauszutragen.

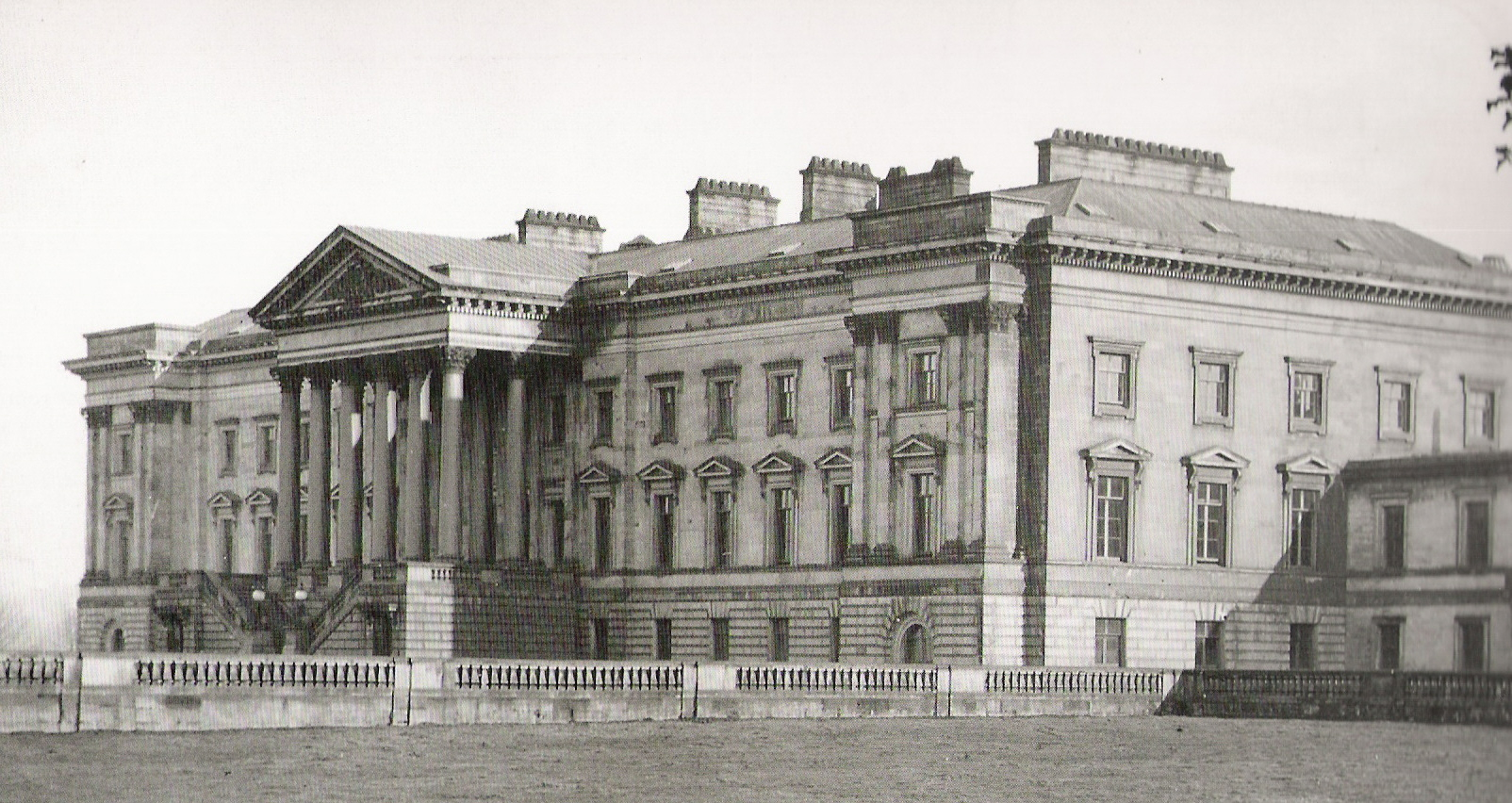
Hamilton Palace, 1916 (1927 abgerissen)
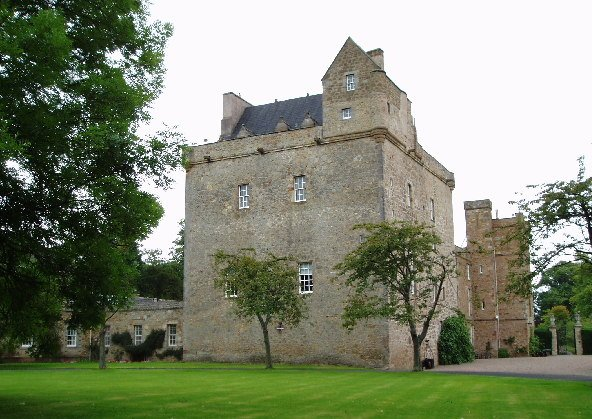
Lennoxlove House, East Lothian, Familiensitz der Dukes of Hamilton aus dem Hause Douglas
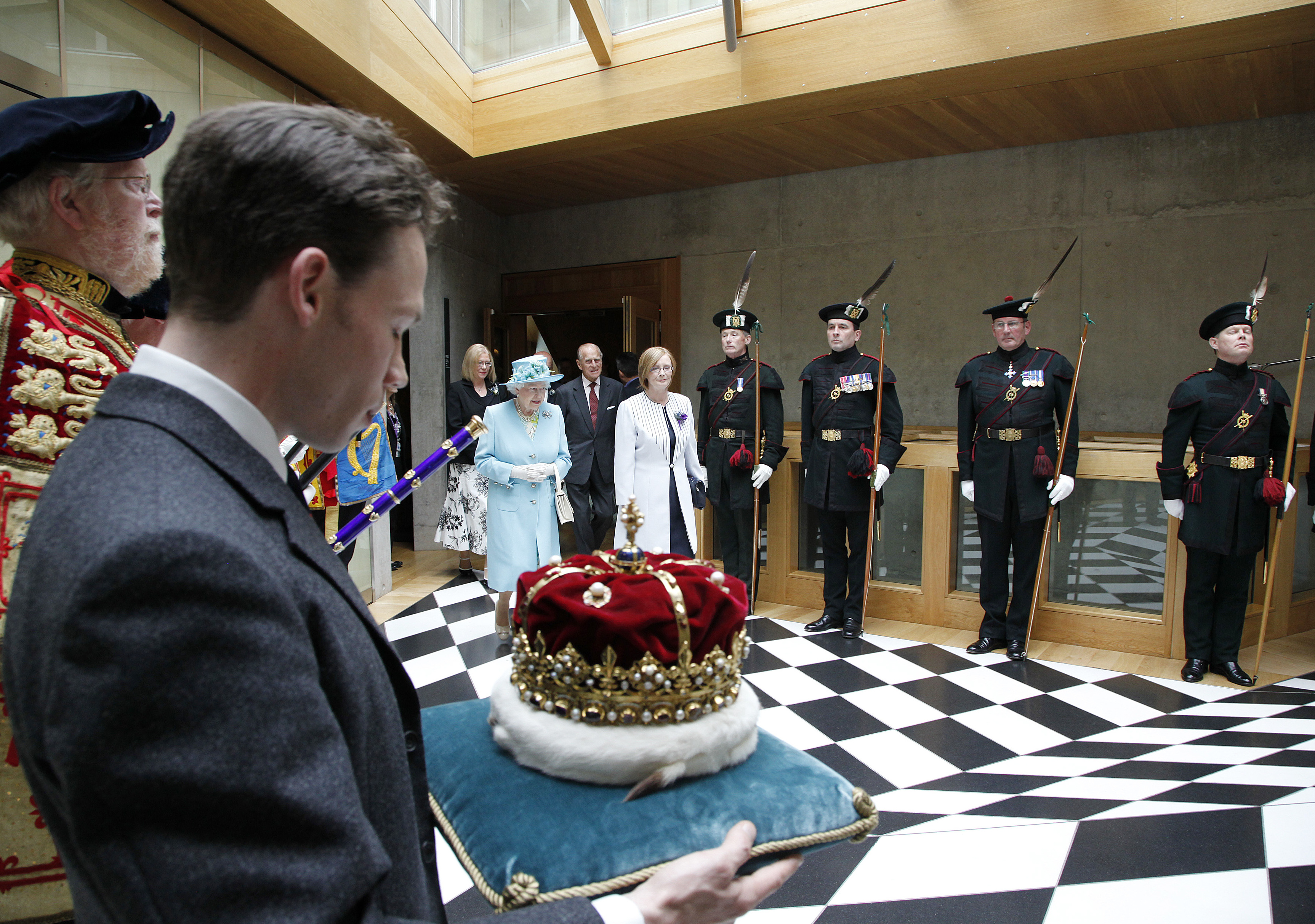
Alexander Douglas-Hamilton, 16. Duke of Hamilton, trägt die schottische Königskrone bei der Parlamentseröffnung 2011 Königin Elisabeth II. voraus.

### Douglas of Dalkeith
Im frühen 14. Jahrhundert wurden die Douglas mit der Burg und Herrschaft Dalkeith belehnt. Sie gehörte zum Besitz von William Douglas, 1. Earl of Douglas, der seinen Hauptsitz auf Douglas Castle hatte. James Douglas, 1. Laird of Dalkeith, heiratete 1387 Elizabeth Stewart, eine Tochter von König Robert III. Er fasste die Ländereien von Dalkeith mit denen von Aberdour Castle zu einer Baronie zusammen. Die Grablege der Douglas of Dalkeith befand sich in der St Nicholas Church (Dalkeith). Die alte Burg wurde ab 1574 von James Douglas, 4. Earl of Morton, dem Regenten von Schottland, im Renaissancestil zum Dalkeith House erweitert, jedoch 1642 verkauft. Aberdour Castle wurde 1725 zugunsten des benachbarten Aberdour House aufgegeben.

#### Earls of Morton
Als James Douglas of Dalkeith 1458 Johanna, die taubstumme Tochter von König Jakob I., heiratete, erhielt er den Titel Earl of Morton, den diese Linie bis heute führt. Zu deren Besitzungen gehörten Dalkeith House, Morton Castle, Loch Leven Castle, Aberdour Castle, Aberdour House und seit 1750 bis heute Dalmahoy House bei Edinburgh.

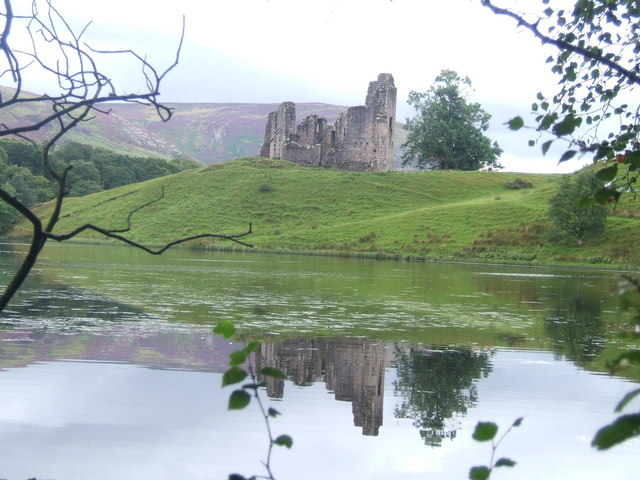
Morton Castle, königliches Geschenk an den 1. Earl of Morton
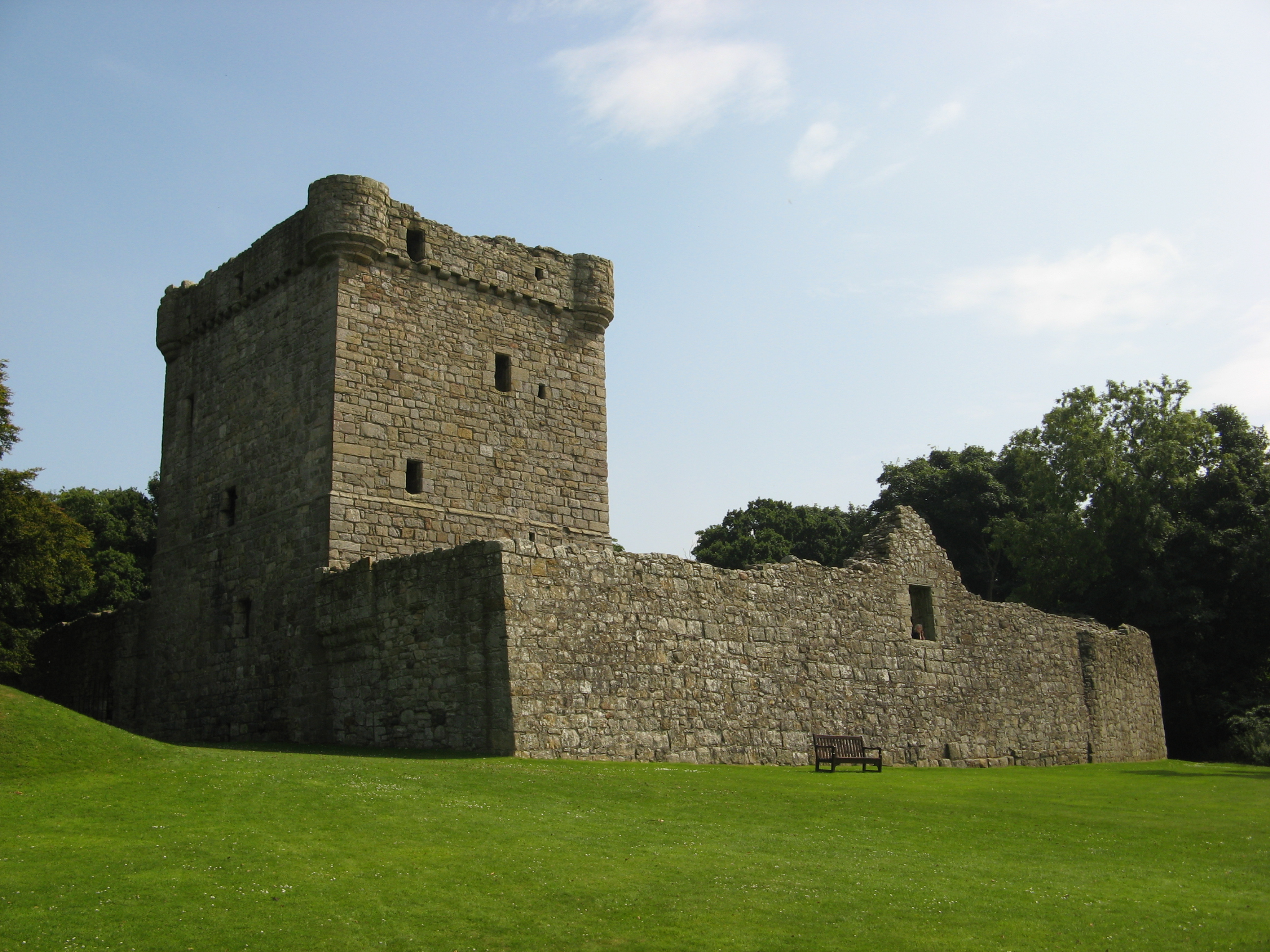
Loch Leven Castle, Stammsitz der Mortons im 15./16. Jh., Gefängnis Maria Stuarts unter William Douglas of Lochleven
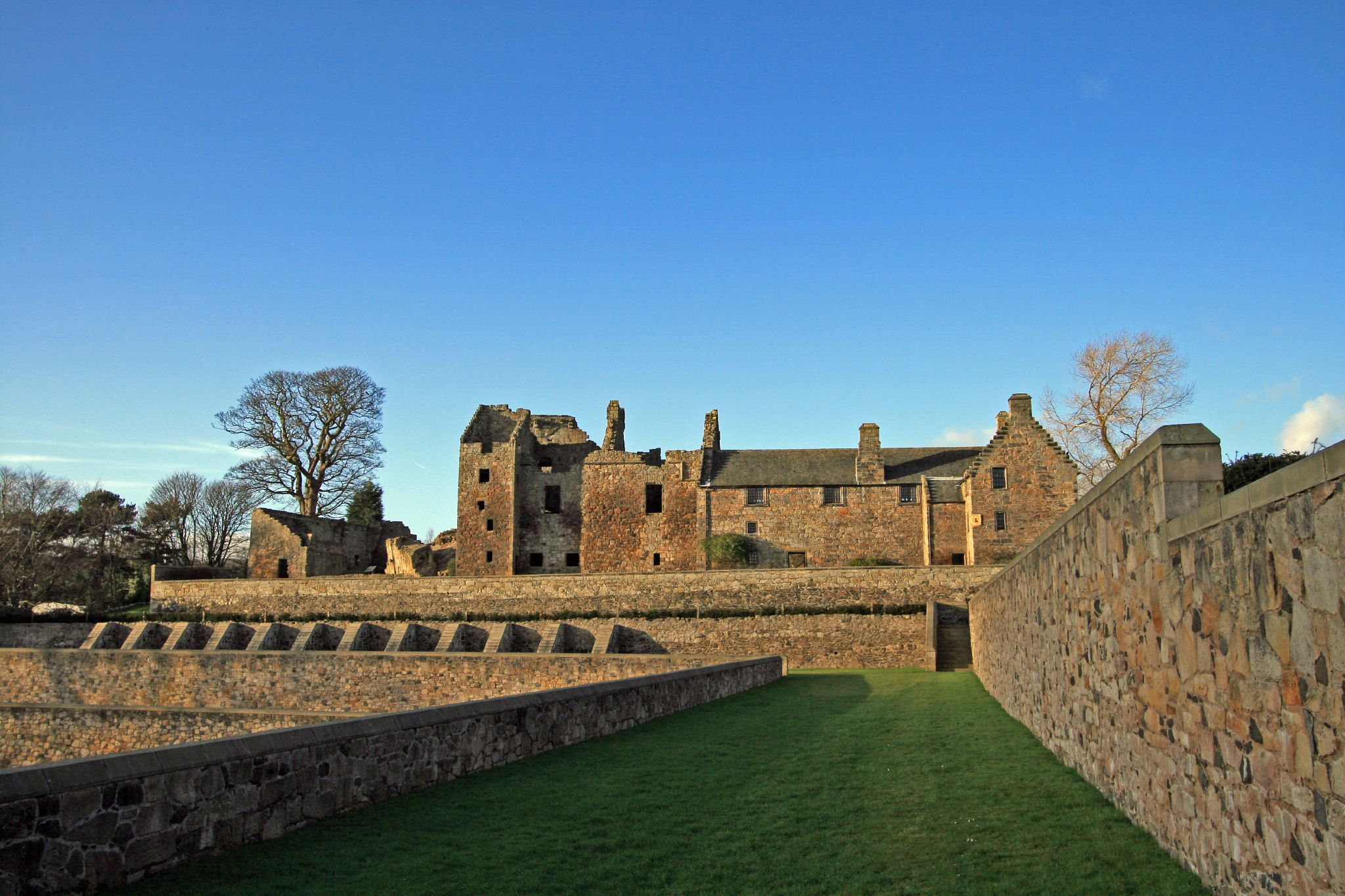
Aberdour Castle, Sitz der Mortons im 17. Jh.
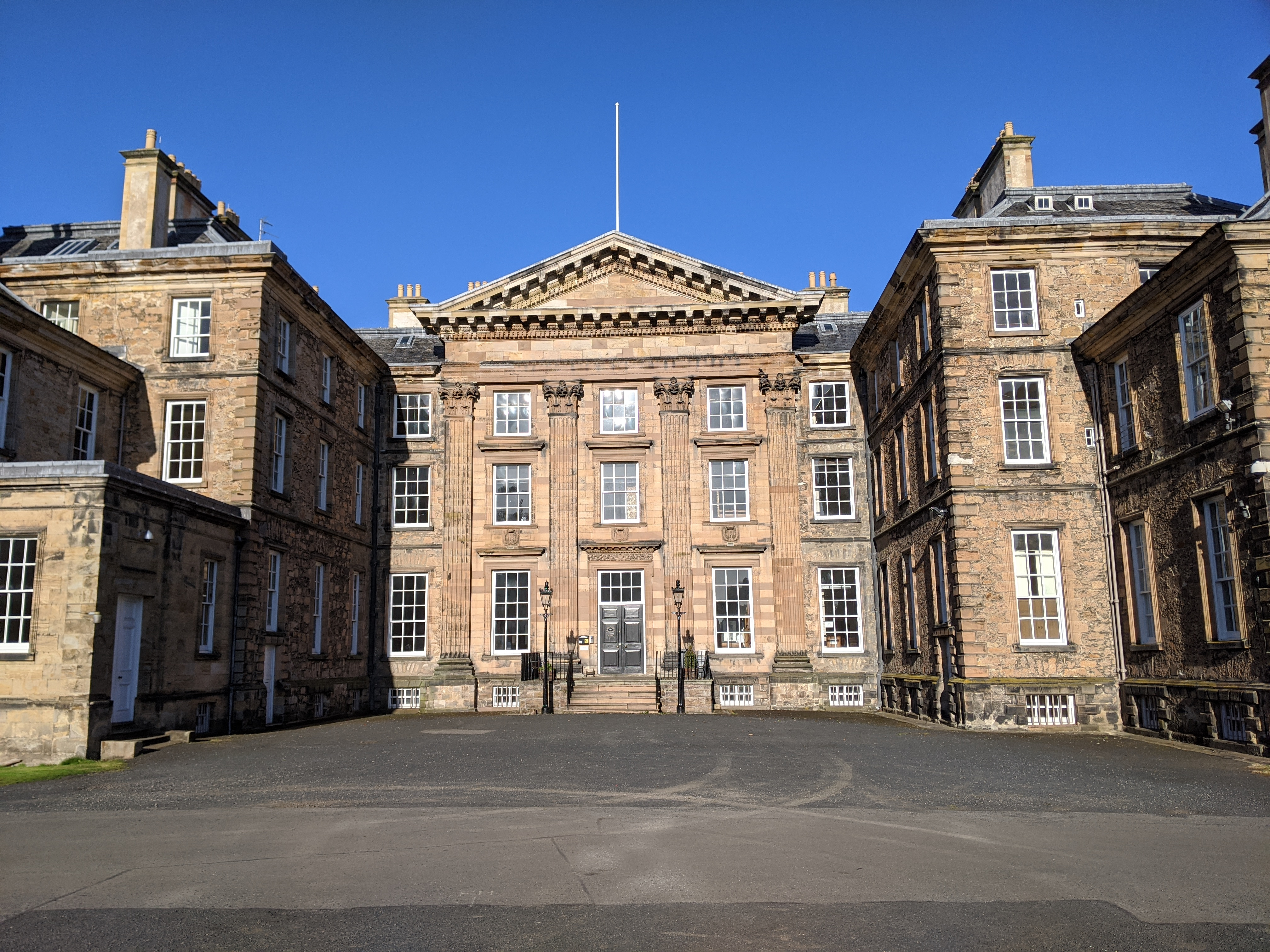
Dalkeith House, Sitz der Mortons im 17. Jh. (heutiger Barockbau nach 1700)
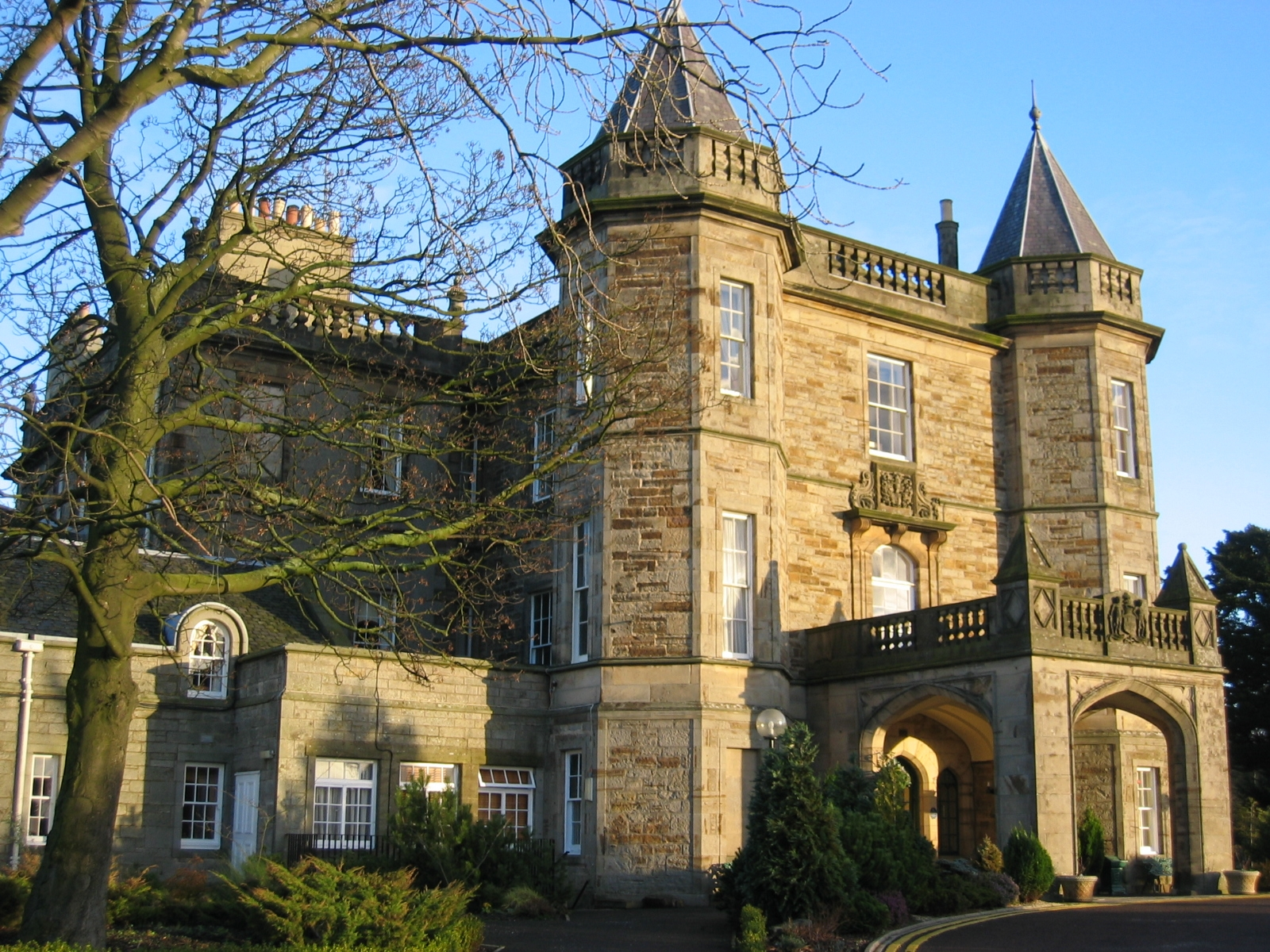
Dalmahoy House bei Edinburgh, Familiensitz der Earls of Morton seit 1750

#### Schwedischer Zweig

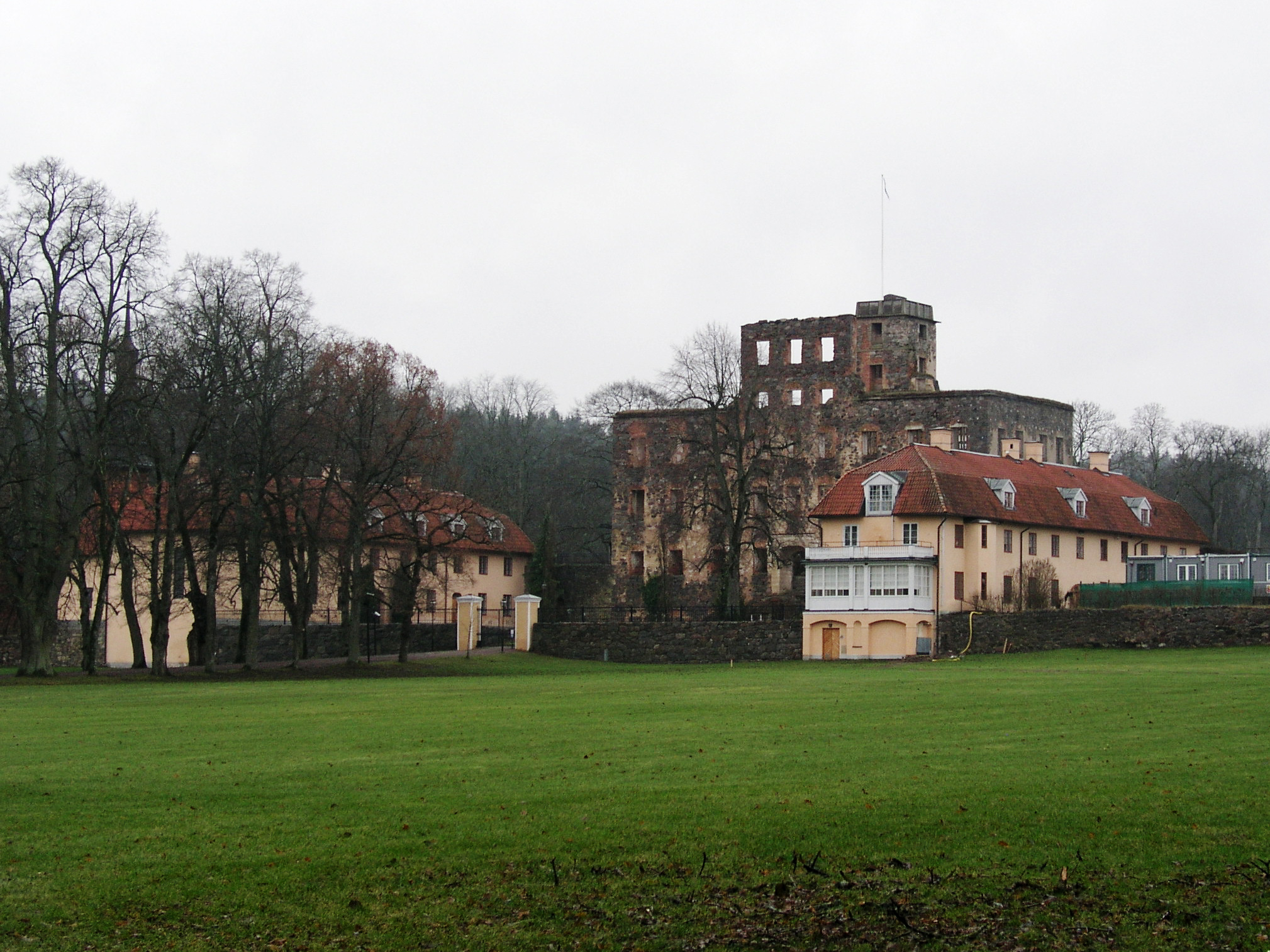
Ruine von Schloss Stjärnorp, Östergötland, Schweden

Die Stammreihe des schwedischen Zweiges der Linie Douglas of Dalkeith beginnt mit James Douglas, urkundlich 1353, gestorben 1420. Sein Nachkomme Sir William Douglas of Whittingehame (das 1372 von den Earls of March durch Heirat an James Douglas of Dalkeith gekommen war) wurde 1603 englischer Gesandter in Kopenhagen. Dessen Enkel Robert Graf Douglas (1611–1662) verpflanzte diesen Zweig des schottischen Clans nach Schweden, als er im Dreißigjährigen Krieg dort Offizier wurde; 1657 wurde er Feldmarschall. Er wurde mit der Grafschaft Skänninge belehnt und 1654 bei der Grafenklasse der schwedischen Ritterschaft unter der Nr. 19 introduziert. Ab 1655 erbaute er das Schloss Stjärnorp in Östergötland, welches bis heute der Stammsitz der schwedischen Linie ist. Schloss Ekensholm und Schloss Rydboholm kamen durch Heirat (ebenfalls bis heute) in den Besitz der Grafen Douglas. Diese verbreiteten sich auch im östlichen Ostseeraum, wurden 1715 in die Estländische Ritterschaft aufgenommen und blühten zeitweilig auch im Russischen Kaiserreich sowie seit dem 19. Jahrhundert bis heute in Baden.

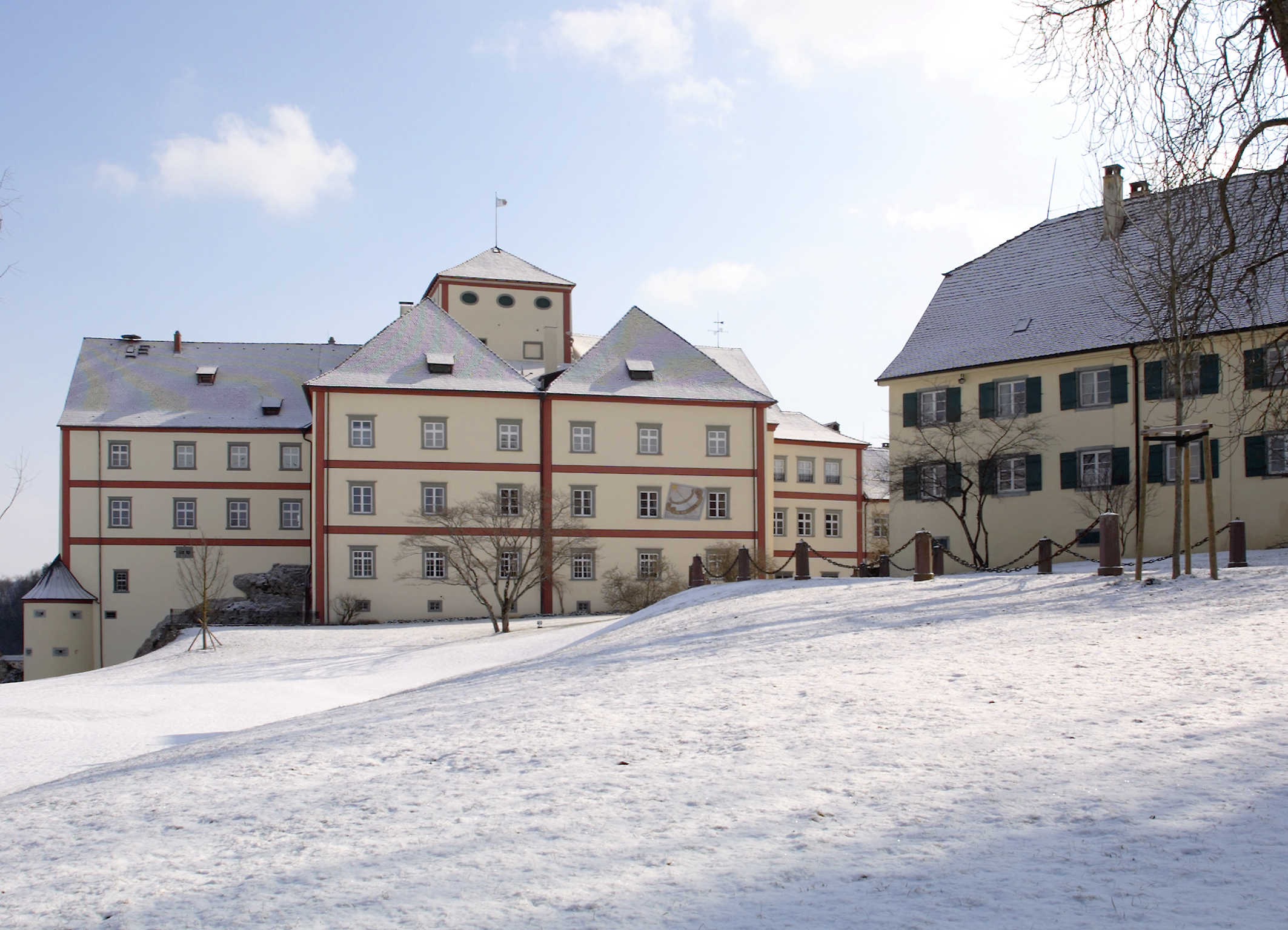
Schloss Langenstein, Baden

Durch eine 1848 geschlossene Ehe mit Louise Gräfin von Langenstein und Gondelsheim, einer unehelichen Tochter des badischen Großherzogs Ludwig I., gelangte der schwedische Graf Carl Israel Wilhelm Douglas (1824–1898) 1872 in den Besitz des Schlosses Langenstein (Gemeinde Orsingen-Nenzingen) unweit des Bodensees. Ihre Kinder erreichten sowohl in Schweden als auch in Deutschland wichtige politische Ämter: Der Sohn Wilhelm Graf Douglas war deutscher Reichstagsabgeordneter, sein Bruder Ludvig Douglas (1849–1916) schwedischer Außenminister, der Enkel Archibald Douglas (1883–1960) schwedischer Armeechef. Der Enkel Karl Robert nahm 1906 seinen Hauptwohnsitz auf Schloss Langenstein, das seine Nachfahren bis heute bewohnen. Auch Schloss Gondelsheim verblieb bis 2010 im Besitz der Familie, die über umfangreiche Besitzungen vor allem im Hegau, im Oberen Donautal und in Gondelsheim verfügt. Die badischen Güter Schloss Schlatt, Burg Hohenkrähen und Nellenburg kamen jüngst durch Adoption aus der Familie der Freiherren von Reischach an die Grafen Douglas. Bekannt wurde auch der Kunstmakler und langjährige Deutschland-Chef von Sotheby’s, Christoph Graf Douglas (1948–2016). Er erwarb 2014 von seinem Cousin Axel Graf Douglas (* 1943) das Schloss Langenstein. Ein Cousin, Graf Gustaf Douglas (1938–2023), wurde ein bedeutender Unternehmer in Schweden.

### Preußische Linie
Ein Mitglied des Clan Douglas emigrierte im Jahr 1772 aus Glaubensgründen aus Schottland und gelangte nach Aschersleben, das als Teil des Hochstifts Halberstadt zur Mark Brandenburg gehörte. Die ersten beiden Generationen waren hier zunächst als calvinistische Prediger in den reformierten Gemeinden tätig. Sie betrieben nebenbei Ackerbau, weil das Geld kaum reichte.

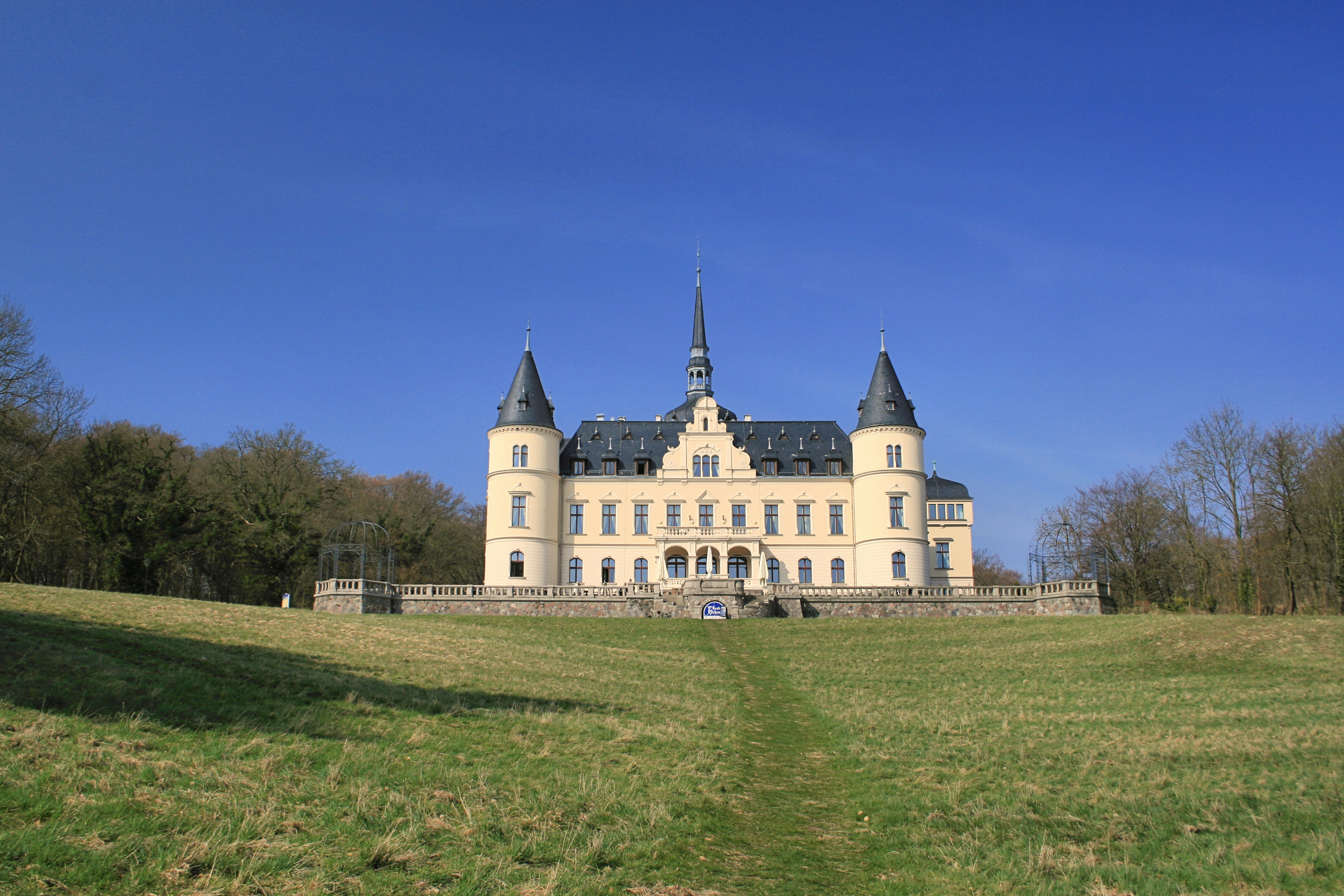
Schloss Ralswiek, Rügen

Wilhelm Douglas entdeckte im Jahr 1795 bei Aschersleben eine Braunkohlenlagerstätte und gründete mit seinen Söhnen im Jahr 1828 einen Braunkohletagebau. Dessen Sohn Gustav (1798–1877) wurde 1832 Aschersleber Bürgermeister und Abgeordneter des Kreistags. Durch den hohen Braunkohlebedarf und die Erschließung neuer Gruben wurde die Familie immer reicher. Dessen Sohn Hugo Sholto Oskar Georg von Douglas entdeckte Kalivorkommen und gründete das Kali- und Steinsalz-Bergwerk Douglashall, das eines der größten weltweit wurde. Er wurde 1884 in den Freiherrenstand und 1888 in den Grafenstand erhoben. Im Jahr 1891 erwarb er das Gut Ralswiek auf Rügen. Mit diesem Fideikommissgut wurde der Grafentitel erblich. Hier ließ er in den Jahren 1893/96 das Schloss Ralswiek erbauen, das 1939 für Marinezwecke enteignet wurde. Nach seinem Tode verkauften die vielen teilhabenden Verwandten das gemeinsame Montan- und Industriebesitztum und teilten den Ertrag anteilig unter sich auf.
Eine als rein mythisch zu betrachtende Abstammung vom Clan Douglas, und zwar von seinem sagenhaften Ahnherrn Sholto, konstruierte sich im Spätmittelalter die italienische Familie Scotti aus Piacenza (siehe: Gallarati Scotti).

## Liste der Chiefs des Clan Douglas
- William, Laird of Douglas (1174–1213)
- Sir Archibald, Laird of Douglas (1213–1240)
- Sir William „Longleg“ Douglas, Laird of Douglas (1240–1274)
- Hugh Douglas, Laird of Douglas († 1289)
- Sir William „le Hardi“ Douglas, Laird of Douglas († 1298)
- Sir James „the Good“ Douglas, Laird of Douglas (1286–1330) (Schwarze Linie)
- William Douglas, Laird of Douglas († 1333)
- Hugh „the Dull“ Douglas, Laird of Douglas (1294–1347)
- William Douglas, 1. Earl of Douglas (um 1330–1384)
- James Douglas, 2. Earl of Douglas (um 1358–1388)
- Archibald „the Grim“ Douglas, 3. Earl of Douglas (um 1325–1400)
- Archibald „the Tyneman“ 4. Earl of Douglas (1369–1424)
- Archibald Douglas, 5. Earl of Douglas (um 1390–1439)
- William Douglas, 6. Earl of Douglas (um 1424–1440)
- James „the Gross“, 7. Earl of Douglas (1371–1443)
- William Douglas, 8. Earl of Douglas (1425–1452)
- James Douglas, 9. Earl of Douglas (1426–1491)
- Archibald Douglas, 5. Earl of Angus (1453–1514) (Rote Linie)
- Archibald Douglas, 6. Earl of Angus (1490–1557)
- Archibald Douglas, 8. Earl of Angus (1556–1588)
- William Douglas, 9. Earl of Angus (um 1532–1591)
- William Douglas, 10. Earl of Angus (1552–1611)
- William Douglas, 1. Marquess of Douglas (1589–1660)
- James Douglas, 2. Marquess of Douglas (1646–1700)
- Archibald Douglas, 1. Duke of Douglas (1694–1761)

Beim Tod des 1. Duke of Douglas, am 21. Juni 1761 fielen dessen Adelstitel an dessen entfernten Verwandten James Douglas-Hamilton, 7. Duke of Hamilton (1755–1769) aus der Linie Douglas-Hamilton. Er und seine Familienlinie waren seit 1698 aus dem Erbrecht der Mutter des 4. Duke of Hamilton Chief des Clan Hamilton und hatten dazu den Familiennamen Hamilton angenommen. Er und seine Nachkommenlinie sind zwar Erben der Chiefwürde des Clan Douglas, können diese aber nach den Anforderungen des Lord Lyon King of Arms nicht annehmen, da sie nicht den Familiennamen Douglas führen. Der Clan Douglas ist seither ein Armigerous Clan.

## Adelstitel
Angehörige der Familie Douglas führten bzw. führen folgende britische Adelstitel:
Peerage of Scotland
- Duke of Hamilton, Marquess of Clydesdale, Earl of Arran and Cambridge, Lord Aven and Innerdale (1643)
- Duke of Hamilton, Marquess of Clydesdale, Earl of Arran, Lanark and Selkirk, Lord Aven, Machanshire, Polmont and Daer (Life Peerage, 1660)
- Duke of Queensberry, Marquess of Dumfriesshire (1684)
- Marquess of Douglas, Earl of Angus, Lord Abernerthy and Jedburgh Forest (1633)
- Marquess of Queensberry, Earl of Drumlanrig and Sanquhar, Viscount Nith, Torthorwald and Ross, Lord Douglas of Kilmount, Middlebie and Dornock (1682)
- Earl of Mar (um 1114)
- Earl of Wigtown (1341)
- Earl of Douglas (1358)
- Earl of Angus (1389)
- Earl of Avondale (1437)
- Earl of Morton (1458)
- Earl of Queensberry, Viscount of Drumlanrig, Lord Douglas of Hawick and Tibbers (1633)
- Earl of Lanark, Lord Machanshire and Polmont (1639)
- Earl of Arran (1643)
- Earl of Selkirk, Lord Daer and Shortcleugh (1646)
- Earl of Orkney, Viscount of Kirkwall, Lord Dechmont (1696)
- Earl of March, Viscount of Peebles, Lord Douglas of Neidpath, Lyne and Munard (1697)
- Earl of Solway, Viscount Tibbers, Lord Douglas of Lockerby, Dalveen and Thornhill (1706)
- Viscount of Drumlanrig, Lord Douglas of Hawick and Tibbers (1628)
- Viscount of Belhaven (1633)

Peerage of Great Britain
- Duke of Dover, Marquess of Beverley, Baron Ripon (1708)
- Duke of Brandon, Baron Dutton (1711)
- Baron Hamilton of Hameldon (1776)
- Baron Douglas of Lochleven (1791)

Peerage of the United Kingdom
- Baron Solway (1833)
- Baron Penrhyn (1866)
- Baron Kelhead (1893)
- Baron Douglas of Kirtleside (1948)
- Baron Selkirk of Douglas (Life Peerage, 1997)

Baronetage of Nova Scotia
- Douglas Baronet, of Glenbervie (1625)
- Douglas Baronet, of Kelhead (1668)

Baronetage of Great Britain
- Douglas Baronet, of Carr (1777)
- Douglas Baronet, of Maxwell (1786)

Baronetage of the United Kingdom
- Douglas Baronet, of Castle Douglas (1801)
- Douglas Baronet, of Glenbervie (1831)

## Crest, Tartan und Wappen

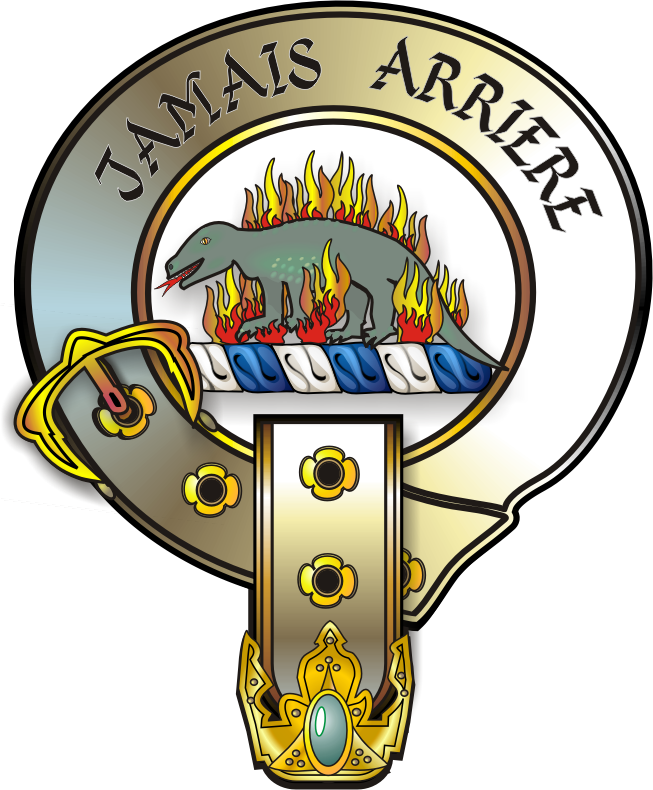
Clan-Abzeichen und Motto des Clan Douglas, dem alle namenstragenden Nachfahren angehören.
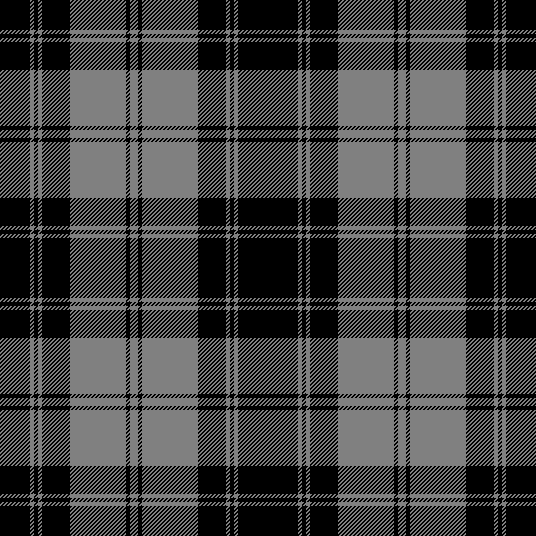
Tartan der Familie Douglas
Wappen der Earls of Douglas
Wappen der Douglas-Earls of Mar
Wappen der Marquesses of Queensberry
Wappen der Douglas of Dalkeith und Douglas of Lochleven
Wappen der Earls of Morton
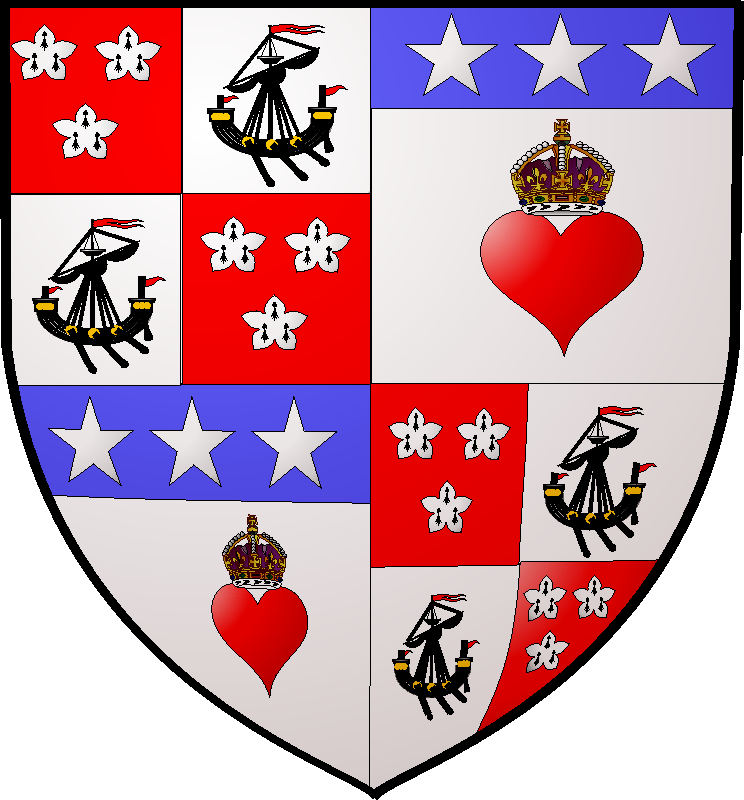
Wappen der Douglas-Dukes of Hamilton
Wappen der Earls of Selkirk